# 蘇拉皺盔犀鳥
蘇拉皺盔犀鳥（學名：Rhyticeros cassidix）是印尼特有的犀鳥，於1823年由荷蘭動物學家康拉德·雅各·特明克描述發表。本種為印尼南蘇拉威西省的標誌動物。

## 外形

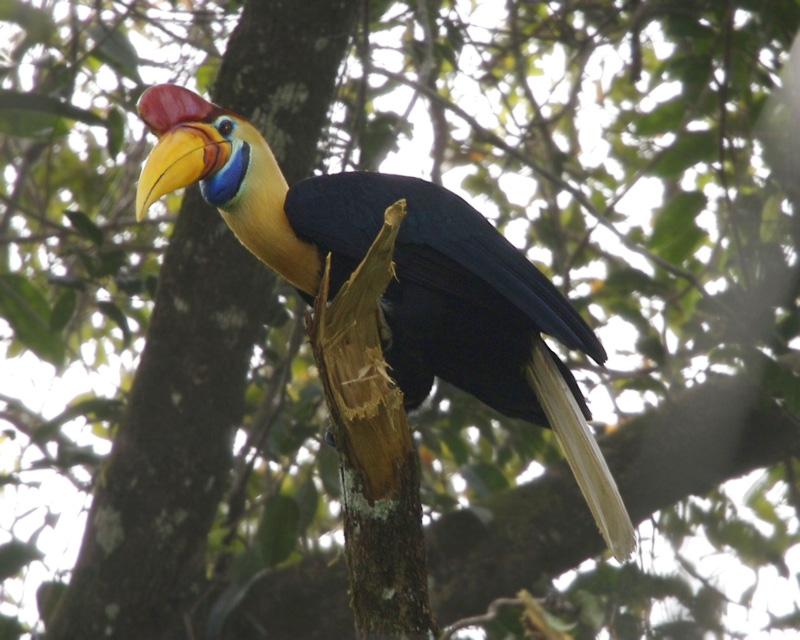
雄鳥

蘇拉皺盔犀鳥為一大型犀鳥，身體羽毛為黑色，喙為黃色，尾羽為白色，眼周圍為淺藍色，喉部為深藍色，腳則為黑色。雄鳥與雌鳥的外觀有明顯差異，雄鳥面部與頸部為紅棕色至淡黃色，眼為橘紅色，喙上有紅色的盔狀突起；雌鳥面部與頸部為黑色，喙上的盔狀突起為黃色（且較雄鳥的小），眼為棕色。本種體型比同為蘇拉威西特有種的白颊犀鸟大，且顏色較其鮮豔。

## 分布
蘇拉皺盔犀鳥為印尼特有種鳥類，分布於蘇拉威西島與布頓島、倫貝島、托吉安群島與穆納島等周圍島嶼，棲息於海拔1800公尺以下的常綠林，且會飛至次生林與種植園中覓食。

## 分類
蘇拉皺盔犀鳥過去一度被歸入白头犀鸟複合種，今一般歸屬擬皺盔犀鳥屬（Rhyticeros），但也有學者將其歸在皺盔犀鳥屬（Aceros）。2013年發表的分子種系發生學研究顯示蘇拉皺盔犀鳥屬於擬皺盔犀鳥屬的演化支，且是該演化支最早分支的類群（為其他擬皺盔犀鳥屬物種的姐妹群），應歸屬擬皺盔犀鳥屬，或者獨立為單型屬Cranorrhinus。另外有學者指布頓島與穆納島的族群喙長較短且體型較小，將其描述為其品種brevirostris。

## 生態
蘇拉皺盔犀鳥主要以果實為食，但也會取食昆蟲等小型脊椎動物；會成群飛行（可能多達50隻）；本種與其他犀鳥同為單配偶制鳥種，繁殖季長27至30週，通常在降雨減緩時開始繁殖季，於6月至9月產卵，一胎可產2至3顆卵，在野外一胎通常只撫養一隻幼鳥，少有同時撫養兩隻幼鳥的情形，雌鳥會以自己的糞便把自己封閉在樹洞中產卵，期間雄鳥則透過洞上的裂縫為雌鳥與幼鳥提供食物。
本種為當地多種植物重要的種子散布者，楝科與肉荳蔻科樹種仰賴其散播種子。

## 保育
蘇拉皺盔犀鳥2012年起被國際自然保護聯盟（IUCN）列為近危物種，雖在當地相當常見，但受到森林砍伐與金礦開發造成的棲地破壞、森林大火以及盜獵的威脅（1997年的大火即造成其繁殖成功率大幅下降），族群數量可能正迅速下降。

## 圖集

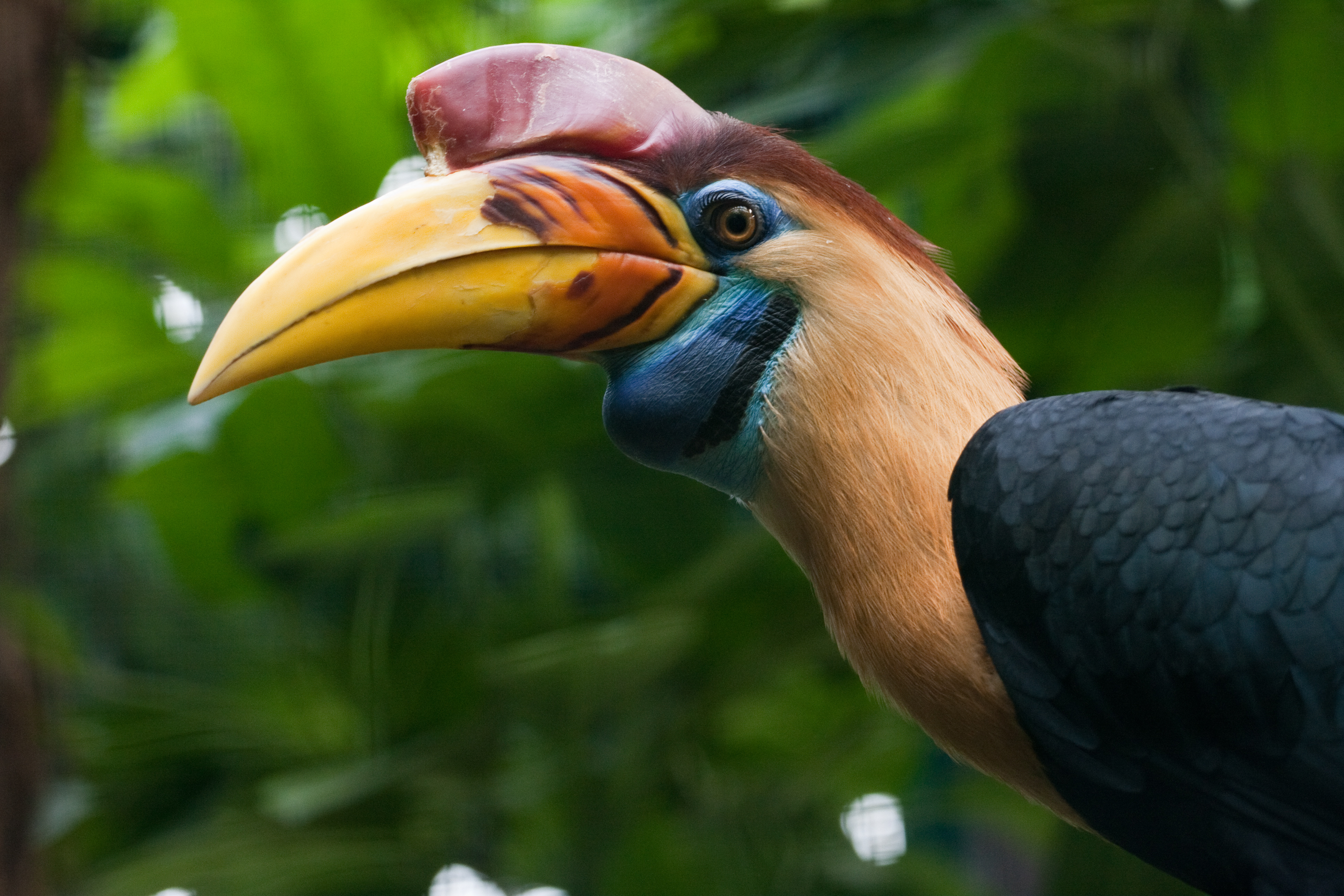
德國瓦尔斯罗德飞禽公园（英语：Weltvogelpark Walsrode）中的雄鳥
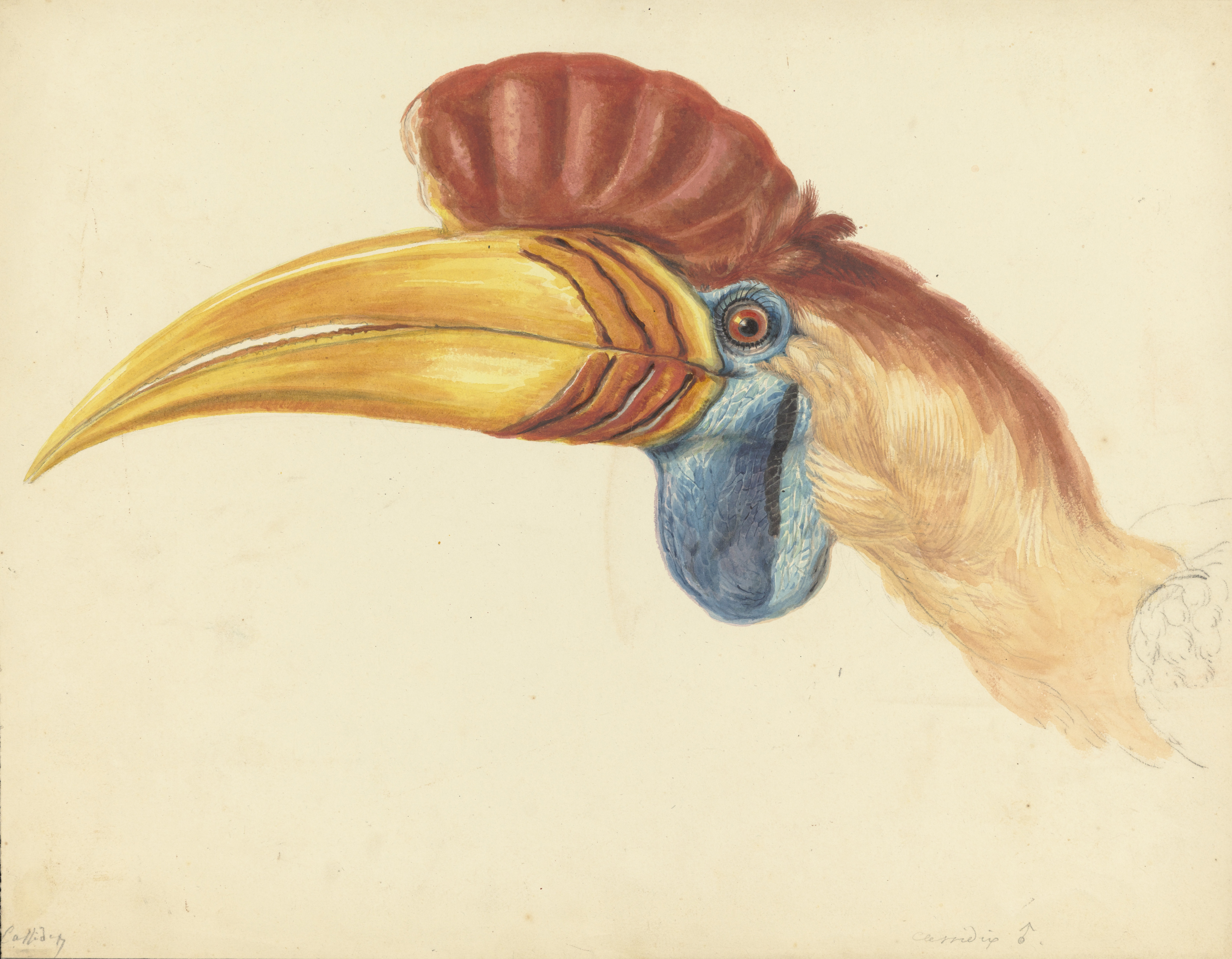
荷屬東印度自然協會（荷兰语：Natuurkundige Commissie voor Nederlands-Indië）於1820年代繪製的雄鳥圖畫
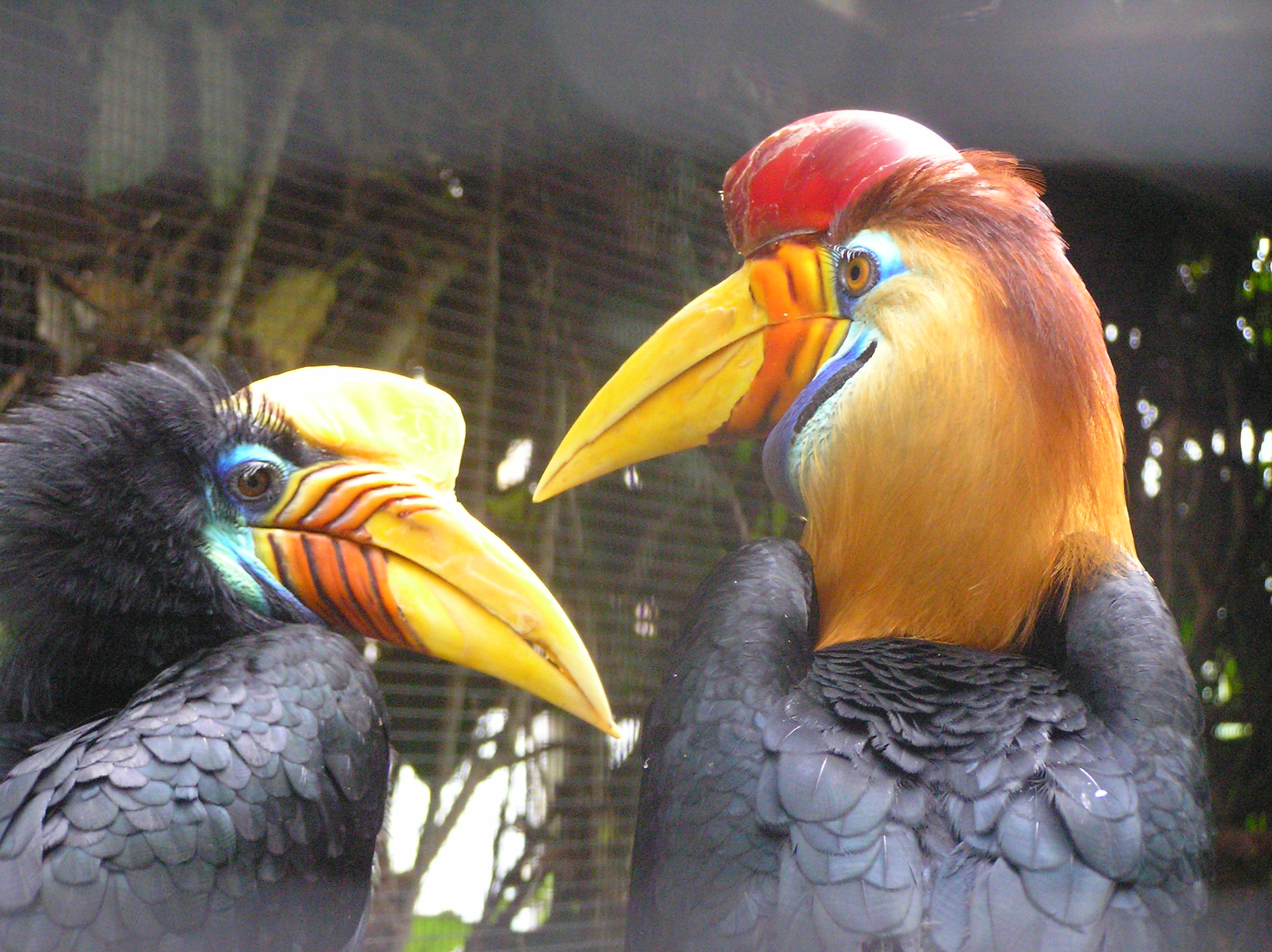
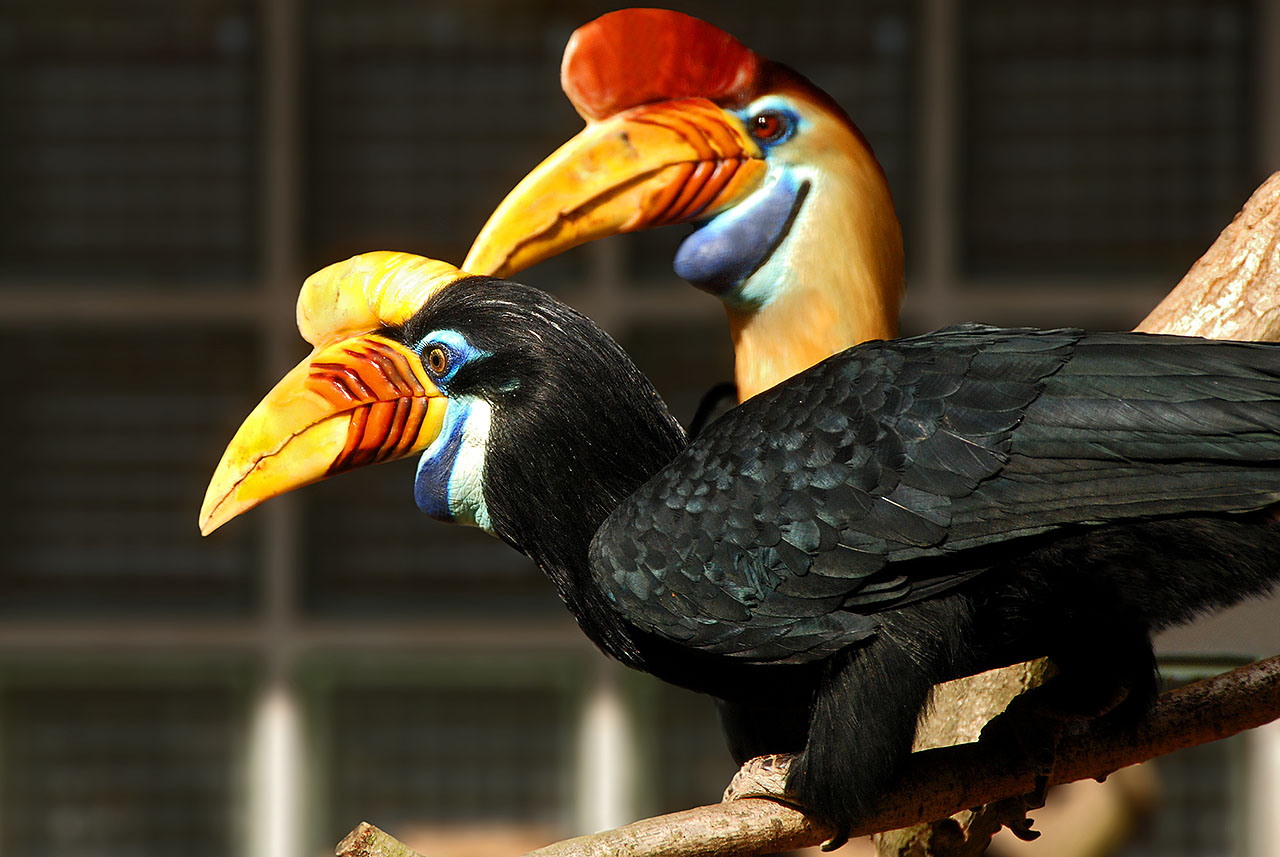
瓦尔斯罗德飞禽公园中的一對蘇拉皺盔犀鳥
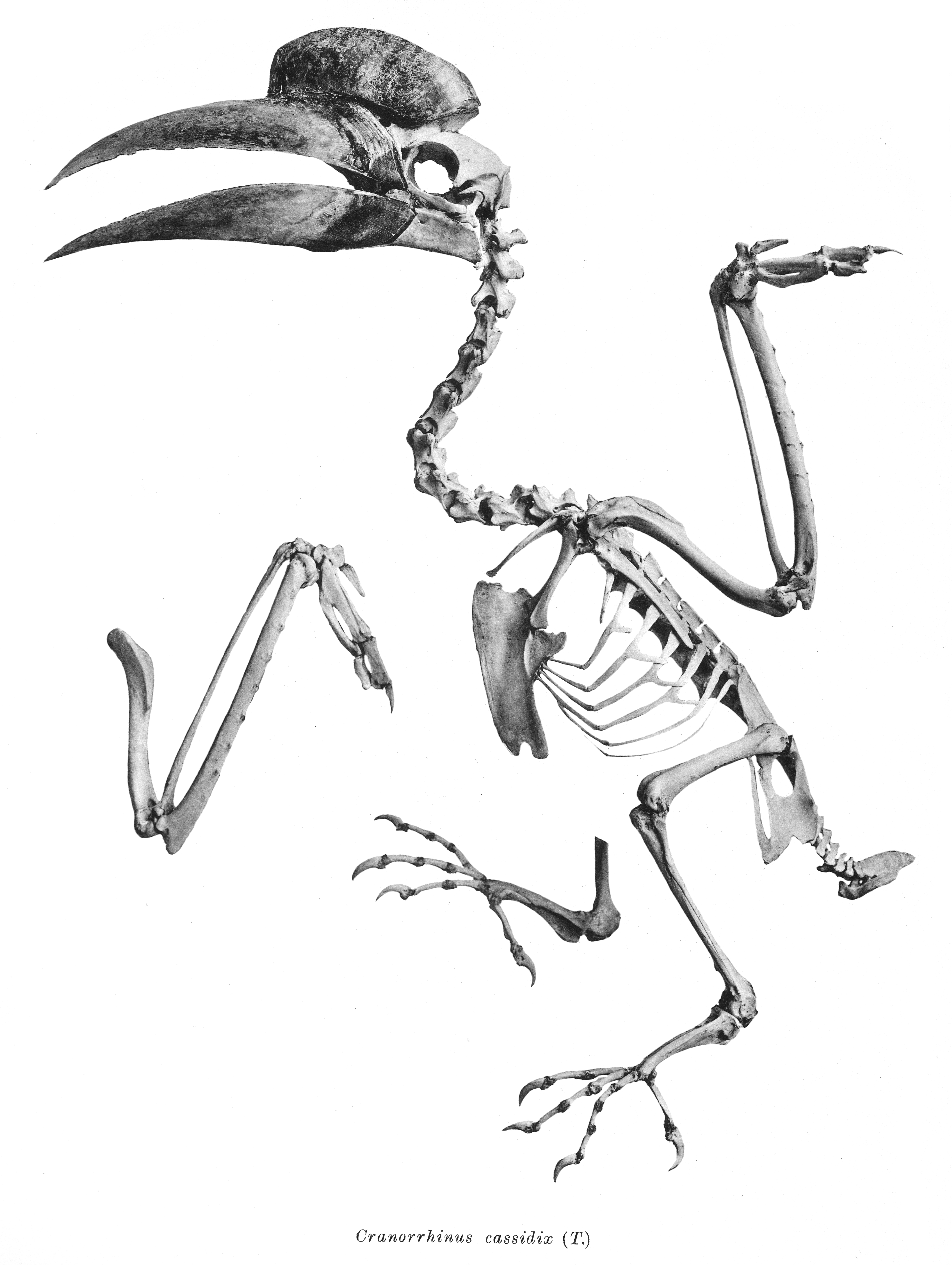
蘇拉皺盔犀鳥的骨頭